# Ambrose Powell Hill
Ambrose Powell Hill (9 tháng 11 năm 1825 – 2 tháng 4 năm 1865), là một tướng quân đội Liên minh miền Nam trong thời Nội chiến Hoa Kỳ. Ông cầm toán quân khinh kỵ và là sĩ quan xuất sắc của tướng chỉ huy Stonewall Jackson. Sau đó ông theo Binh đoàn Bắc Virginia của tướng Robert E. Lee. A.P. Hill bị bắn chết trong Cuộc vây hãm Petersburg, vài ngày trước khi cuộc nội chiến kết thúc.